# Odontomyia confertissima
Odontomyia confertissima är en tvåvingeart som först beskrevs av Walker 1858.  Odontomyia confertissima ingår i släktet Odontomyia och familjen vapenflugor. Inga underarter finns listade i Catalogue of Life.